# Rose Rock International Finance Center

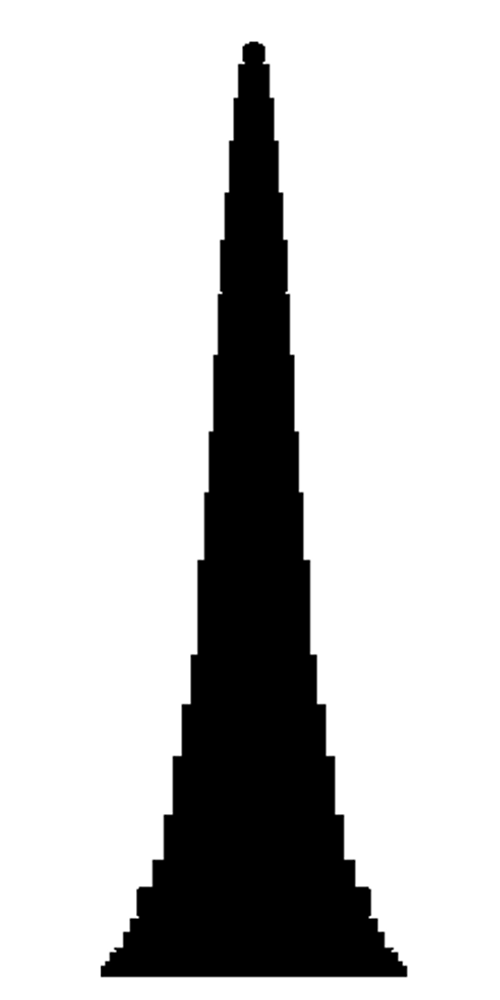
Design du gratte-ciel.

Le Rose Rock International Finance Center est un gratte-ciel en projet à Tianjin en Chine.  Une fois achevé, l'immeuble atteindra 588 mètres.